# Saint-Pierre-de-Touques
Saint-Pierre-de-Touques est une ancienne commune française[réf. nécessaire] du département du Calvados. Commune éphémère érigée à la Révolution française, elle est supprimée avant 1794 et rattachée à Touques.

## Sources
- Des villages de Cassini aux communes d'aujourd'hui, « Notice communale : Saint-Pierre-de-Touques », sur ehess.fr, École des hautes études en sciences sociales.